# Карпов, Борис Леонидович
Бори́с Леони́дович Ка́рпов (1936 год — 30 октября 1997 года, Москва) — советский и российский режиссёр-документалист.

## Биография и творчество
Выпускник ВГИК. С 25 лет работал на ЦСДФ. Снял около тридцати фильмов. В течение одиннадцати лет преподавал на сценарном отделении ВГИК. Основатель киностудии «Отечество». Президент Центра православного кино.
Важнейшее направление в творчестве — православие, жизнь церкви, её история и современность. Был назван «открывателем и первопроходцем направления, получившего название „православное кино“».

## Фильмография
| Год  | Название фильма                            | Описание |
| ---- | ------------------------------------------ | --- |
| 1966 | «Слово об одной русской матери»            | О Е. Ф. Степановой. Совместно с режиссёром П. В. Русановым, чёрно-белый, озвученный. ЦСДФ. Приз Московского международного фестиваля (1967 год). |
|      | «Сергей Есенин»                            | Совместно с режиссёром П. В. Русановым, чёрно-белый, озвученный. ЦСДФ. Приз Всесоюзного кинофестиваля.                                           |
|      | «Атомное пламя»                            | О И. В. Курчатове. Премия Ленинского комсомола.                                                                                                  |
| 1968 | «Русская Православная церковь сегодня»     | По заказу патриарха Алексия I. |
| 1973 | «Тайное и явное (Цели и деяния сионистов)» | Антисионистский и антисемитский пропагандистский псевдодокументальный фильм.                                                                     |
| 1980 | «На Поле Куликовом»                        | |
| 1982 | «Сергей Бондарчук»                         | |
| 1989 | «Думы о Поле Куликовом»                    | |
| 1989 | «Под благодатным Покровом»                 | По благословению патриарха Пимена. |
| 1992 | «Повесть о верности»                       | |

## Общественные награды
Киноцентром «Русский фильм» Николая Петровича Бурляева Борису Карпову присуждена почётная премия имени Сергея Бондарчука «За выдающийся вклад в славянский кинематограф» в рамках IV Международного кинофорума «Золотой Витязь».

## Взгляды
- «Версия о самоубийстве Сергея Александровича Есенина — фальшивка»[5].
- «Ненавижу тех, кто шипит и воет о „стратегии заградотрядов“, о несостоявшейся победе третьего рейха над СССР. Славяне повергли мировое зло — вот итог»[5].